# Son Ngoc Thanh
Sơn Ngọc Thành (សឺង ង៉ុកថាញ់; Provincia di Trà Vinh, 7 dicembre 1908 – Città di Ho Chi Minh, 8 agosto 1977) è stato un politico nazionalista cambogiano con una lunga storia di ribellione e ministro del governo.

## Biografia
Di etnia khmer per parte di padre, e sino-vietnamita per parte di madre, Son Ngoc Thanh nacque nel Nam-bo (ribattezzato "Cocincina" dai Francesi), comprendente il corso finale e il delta del Mekong e le circostanti pianure, tra la penisola di Ca Mau e la catena montuosa annamita. Questo territorio di antica tradizione e presenza etnica khmer era poi stato aggregato all'Annam e al Đông Kinh (Tonchino) nell'impero vietnamita e avrebbe in seguito costituito, insieme alla gran parte dell'Annam, il Vietnam del Sud. Si appassionò fin da giovane alla causa del popolo Khmer Krom, che rivendicava la propria appartenenza allo Stato nazionale cambogiano, e si unì alla causa dell'indipendenza cambogiana dalla Francia.
Dopo le manifestazioni contro i francesi nel luglio 1942, Son Ngoc Thanh si rifugiò in Giappone, tornò quando il re Norodom Sihanouk dichiarò l'indipendenza della Cambogia il 12 marzo 1945, con l'appoggio del Giappone, e ad agosto divenne primo ministro. Col ritorno dei Francesi in ottobre, Thanh fu arrestato e i suoi sostenitori aderirono al movimento Khmer Issarak di resistenza contro i Francesi. Fu esiliato in Francia e cinque anni dopo fu autorizzato a tornare in Cambogia grazie all'intervento del re Norodom Sihanouk. Arrivò a Phnom Penh il 30 ottobre 1951, accolto trionfalmente. Son Ngoc Thanh svolse liberamente la propria attività politica durante il periodo di regno di Norodom Suramarit (1955-1960), cugino, genero e figlio adottivo del re Sisowath Monivong, salito al trono dopo l'abdicazione del figlio Norodom Sihanouk, interessato a una più diretta gestione degli affari di governo.
Dopo la Prima Guerra d'Indocina, nei primi anni 1960 Son Ngoc Thanh, convinto anticomunista e decisamente contrario alla politica di Sihanouk, ambiguamente anti-americana, fu a tratti decisamente ostile nei confronti dei comunisti cambogiani Khmer Kraham che lo stesso Principe regnante chiamò Khmer "Rouge", poco malleabili alleati dei Nord-vietnamiti ma favorevoli alla Cina maoista propensa (anche per ragioni pecuniarie) alla compromissione col regime comunista nord-vietnamita. Sihanouk affittava ai nord-vietnamiti le basi a ridosso del confine sudevietnamita, prelevando sostanziose prebende per ogni carico in transito dal Laos lungo il tratto meridionale del "Sentiero di Ho Chi Minh" o sbarcato dalle navi di Hanoi a Sihanoukville e da lì avviato verso il nord lungo il "Sentiero di Sihanouk".
Son Ngoc Thanh organizzò il movimento autonomo di resistenza anticomunista Khmer Serei, che stabilì le proprie basi inizialmente nei monti Dângrêk, lungo il confine thailandese, potendo ricevere rifornimenti tramite la Thailandia, per la lotta contro i Nord-Vietnamiti e i loro alleati Khmer kraham (contro i quali anche Sihanouk decise un'offensiva nel 1967), facendo grandi progressi e stabilendo un naturale collegamento col movimento indipendendista ("Khmer Kampuchea Krom") dei Khmer Krom, che rivendicava la riunificazione del Nam-bo allo Stato nazionale Khmer.
Dopo che Lon Nol e Sisowath Sirik Matak rovesciarono Sihanouk con il colpo di Stato del marzo 1970, Son Ngoc Thanh divenne ministro nel nuovo Governo e mise le formazioni "Khmer Serei" al servizio della Repubblica (che rivendicava la sovranità cambogiana sul Nam-bo), coordinandole con le efficientissime e agguerrite unità Khmer Krom inviate dal Sud Vietnam (2.000 uomini nel maggio, per raggiungere un totale di otto battaglioni nel dicembre 1970) e con quelle, anch'esse bene addestrate, costituite di volontari di etnia khmer provenienti dalla Thailandia.
Le truppe Khmer Serei e Khmer Krom, veterane di anni di combattimenti contro i comunisti cambogiani e nord-vietnamiti, insieme ai reparti dei volontari khmer provenienti dalla Thailandia, alle forze speciali al comando del generale Thach Reng, ai reparti scelti dell'Aviazione al comando del gen. Ea Chhong e ai reparti scelti della Marina al comando del comm. Vong Sarendy, si dimostrarono inizialmente in grado di respingere le unità nordvietnamite e Khmer Kraham. In seguito, le scelte politiche del Congresso statunitense, influenzate dalle rivolte nei campus universitari, impedirono ulteriori rifornimenti e condannarono le forze armate repubblicane a una lenta e inesorabile erosione a alla sconfitta finale. Nel 1972, Son Ngoc Thanh divenne nuovamente primo ministro, ma dopo essere stato destituito da Lon Nol fu esiliato nel Vietnam del Sud. Fu poi arrestato dopo la vittoria dei comunisti nell'aprile 1975, e morì in prigione nell'agosto 1977 nella Città di Ho Chi Minh.